# Quyền LGBT ở Maldives
Quyền LGBT (tiếng Dhivehi: ???) ở Maldives vẫn đang được phát triển khi đất nước tiếp tục phản đối mạnh mẽ cải cách luật pháp và phát triển quyền LGBT thông qua Cơ chế rà soát định kỳ phổ quát và các khuyến nghị khác. Maldives là một trong số 57 thành viên ban đầu (nay là 54) ký văn bản phản đối quyền LGBT trong Tuyên bố của Liên Hợp Quốc về định hướng giới tính và bản dạng giới vào năm 2008. Năm 2011, Maldives tiếp tục từ chối đề xuất mang tính bước ngoặt cho một Nghị quyết về quyền LGBT trong Hội đồng Nhân quyền Liên hợp quốc do Cộng hòa Nam Phi đưa ra. Kể từ đó, nhiều nỗ lực khác để phát triển Quyền LGBT ở nước này đã bị Chính phủ từ chối. Đồng tính luyến ái là một tội ác.
Luật pháp Maldives hình sự đồng tính luyến ái và quy định hình phạt hình sự đối với các hành vi và quan hệ tình dục đồng giới. Bộ luật hình sự của Maldives hợp tác với Đạo luật Shariah Hồi giáo để trừng phạt bất kỳ hành vi nào liên quan đến đồng tính luyến ái thông qua án tù, phạt tiền và đả kích. Mặc dù vậy, đồng tính luyến ái hiếm khi bị truy tố nhưng vẫn là một điều cấm kị xã hội nơi khuynh hướng tình dục phân biệt đối xử xảy ra thường xuyên và những người trong cộng đồng LGBT phải chịu tội ác và các vi phạm nhân quyền.

## Bảng tóm tắt
| Hoạt động tình dục đồng giới hợp pháp                                                                                       | No                                                                  |
| Độ tuổi đồng ý | No                                                                  |
| Luật chống phân biệt đối xử chỉ trong việc làm                                                                              | No                                                                  |
| Luật chống phân biệt đối xử trong việc cung cấp hàng hóa và dịch vụ                                                         | No                                                                  |
| Luật chống phân biệt đối xử trong tất cả các lĩnh vực khác (bao gồm phân biệt đối xử gián tiếp, ngôn từ kích động thù địch) | No                                                                  |
| Công nhận các cặp đồng giới (ví dụ: Quan hệ đối tác dân sự)                                                                 | No                                                                  |
| Nhận nuôi bởi các cặp đồng giới                                                                                             | No                                                                  |
| Những người đồng tính được phép phục vụ trong quân đội                                                                      | No                                                                  |
| Quyền thay đổi giới tính hợp pháp                                                                                           | No                                                                  |
| Mang thai hộ thương mại cho các cặp đồng tính nam                                                                           | (Bất hợp pháp cho tất cả các cặp vợ chồng bất kể xu hướng tình dục) |
| Truy cập IVF cho đồng tính nữ                                                                                               | No                                                                  |
| NQHN được phép hiến máu | No                                                                  |